# WDR Rundfunkchor Köln
Der WDR Rundfunkchor ist der Rundfunkchor des Westdeutschen Rundfunks mit Sitz in Köln.

## Geschichte
Er wurde 1947 als Kölner Rundfunkchor gegründet, dessen erste Probe am 1. September desselben Jahres um 10 Uhr im Pfarrsaal von St. Agnes begann. Ein Vorläufer war der 1927 ins Leben gerufene „Kammerchor des Kölner Senders“. 1940 wurde der gesamte Klangkörper des „Reichssenders Köln“ aufgelöst.

## Musikalische Schwerpunkte
Das Repertoire des Chores, der aus 43 Sängerinnen und Sängern besteht, umfasst Musik des Mittelalters, zeitgenössische Komposition, geistliche Musik, Operette, groß besetztes Oratorium mit Orchester, Computerspiele- und Filmmusik. Ein besonderer Schwerpunkt ist die Beschäftigung des Chores mit zeitgenössischer Musik: mehr als 170 Ur- und Erstaufführungen standen auf den Programmen, darunter auch viele Auftragskompositionen des WDR. Bemerkenswerte Uraufführungen waren Schönbergs Moses und Aron, Henzes Laudes, Stockhausens Momente, Nonos Il canto sospeso, Boulez’ Le Visage Nuptial, Zimmermanns Requiem für einen jungen Dichter, Pendereckis Lukas-Passion, Xenakis’ Nuits, Berios Coro, Höllers Der ewige Tag, Eötvös’ IMA, Hosokawas Die Lotosblume etc.
Von 2004 bis 2011 war Rupert Huber Chefdirigent. Durch seine kreativen, länderübergreifenden Programmkonzepte entstanden einzigartige Konzerte, die dem Publikum neue Perspektiven des Hörens eröffneten. Verschiedene CD-Veröffentlichungen dokumentieren diese Arbeit.
2012 erhielt der WDR Rundfunkchor den Echo Klassik für die beste Chorwerkeinspielung für György Ligetis Requiem. In der  Spielzeit 2012/2013 arbeitete der Chor mit verschiedenen Gastdirigenten, Nicholas Kok, dem Ersten Gastdirigenten, und seinem festen Chorleiter David Marlow. 2013 übernahm Robert Blank die feste Chorleitungsstelle vorwiegend als Einstudierer für den WDR Rundfunkchor. In der Saison 2014/15 wurde der schwedische Chordirigent Stefan Parkman Chefdirigent des WDR Rundfunkchores.
Im Regionalen führt der Chor in den nordrhein-westfälischen Kirchen regelmäßig Kantaten, Motetten und insbesondere A-cappella-Literatur auf und zusammen mit dem WDR Sinfonieorchester oder Orchestern des Landes NRW chorsinfonische Werke. Besonders publikumsnah sind die kostenlosen Musik-am-Mittag-Konzerte in der Kölner Minoritenkirche. Auch international ist der Rundfunkchor gefragt: Im Sommer 2013 begleitete der WDR Rundfunkchor den Chor unter der Leitung von Mariss Jansons mit Mahlers 2. Sinfonie zu den Salzburger Festspielen, zum Lucerne Festival und zu den Proms nach London. Im Oktober 2013 sang der WDR Rundfunkchor zusammen mit dem Rundfunkchor Berlin bei den Berliner Philharmonikern unter der Leitung von Sir Simon Rattle in Schönbergs Gurre-Liedern.
In den Eröffnungswochen der Hamburger Elbphilharmonie war der WDR Rundfunkchor zusammen mit dem NDR Chor bei Mahlers 2. Sinfonie dabei. Diese Zusammenarbeit findet regelmäßig statt, z. B. 2018 in Honeggers Jeanne d’Arc unter der Leitung von Thomas Hengelbrock. Mit dem SWR Vokalensemble zusammen realisierte der WDR Rundfunkchor 2018 in der Elbphilharmonie Hans Werner Henzes Das Floß der Medusa.

## Chorleiter
Chefdirigent
- 1950er Jahre: Bernhard Zimmermann
- 1962–1989: Herbert Schernus
- 1992–1998: Helmuth Froschauer
- 2001–2004: Anton Marik
- 2004–2011: Rupert Huber
- 2012–2013: Nicholas Kok (erster Gastdirigent)[2]
- seit 2014: Stefan Parkman[3]
- seit der Saison 2020/2021: Nicolas Fink

Philipp Ahmann wird ab der Saison 2025/2026 als Chefdirigent die Leitung des WDR Rundfunkchores für zunächst 3 Jahre übernehmen.
Chorleiter
- 1970–2000: Godfried Ritter
- 2004–2007: Jörg Ritter
- 2010–2013: David Marlow
- seit 2013: Robert Blank[5]

## Aufnahmen (Auswahl)
- Künneke: Die lockende Flamme, romantisches Singspiel in acht Bildern, Libretto von Paul Knepler und Ignaz Michael Welleminsky. Mit Birgit Fandrey, Christiane Hossfeld, Maria Mallé, Zoran Todorovich, Gerd Grochowski, Ralf Lukas, Gerhard Peters, Jürgen Sacher und Theodor Weimer. Kölner Rundfunkchor, Kölner Rundfunk-Sinfonie-Orchester, Peter Falk (Dirigent). Köln 1994 (Capriccio – C5088)[6]
- Oscar Straus: Die lustigen Nibelungen. Mit Martin Gantner (Gunther), Daphne Evangelatos (Ute), Michael Nowak (Siegfried), Gerd Grochowski (Dankwart), Hein Heidbuchel (Volker), Gabriele Henkel (Giselher), Lisa Griffith (Kriemhild), Josef Otten (Hagen), Gudrun Volkert (Brunhilde), Christine Mann (Vogel). Kölner Rundfunkchor, Kölner Rundfunk-Sinfonie-Orchester, Siegfried Köhler (Dirigent). (Capriccio – C10753)[7]
- Weill: Der Kuhhandel. Mit Lucy Peacock, Eberhard Buchner, Christian Schotenrohr, Walter Raffeiner, Udo Holdorf, Oskar Hillebrandt, Dariusz Niemirowicz, Ingeborg Most, Frederic Mayer, Renate Zimmermann, Regina Rottger, Franz Gerihsen, Heinz Heidbuchel, Josef Wagner, Gerd Grochowski, Josef Otten, Dieter Muller. Kölner Rundfunkchor, Kölner Rundfunk-Sinfonie-Orchester, Jan Latham-Koenig (Dirigent). Köln 1992 (Capriccio – C60013-1)[8]